# باند پرواز اتحادیه کوه یخ بلو-آیس
باند پرواز اتحادیه کوه یخ بلو-آیس (به انگلیسی: Union Glacier Blue-Ice Runway SCGC) یک فرودگاه با کد یاتا none است که یک باند فرود یخ دارد و طول باند آن varies متر است. این فرودگاه در کشور جنوبگان قرار دارد و در ارتفاع ۷۵۰ متری از سطح دریا واقع شده است.